# Eteissaari (ö i Södra Savolax, Pieksämäki, lat 61,89, long 27,94)
Eteissaari är en ö i Finland. Den ligger i sjön Salajärvi och i kommunen Jockas i den ekonomiska regionen  Pieksämäki ekonomiska region  och landskapet Södra Savolax, i den södra delen av landet, 250 km nordost om huvudstaden Helsingfors. Öns area är 1,9 hektar och dess största längd är 270 meter i öst-västlig riktning.